# Kasimir Lilius
Karl August Kasimir Lilius, född 30 april 1863 i Tyrvis, död 8 januari 1936 i Hangö, var en finländsk militär och affärsman.
Lilius var son till kyrkoherden Carl Efraim Lilius och Matilda Helena von Knorring. Han tog studentexamen från juridiklinjen vid Tavastehus normallyceum, blev kadett 1881 och lämnade armén som stabskapten 1893. Han arbetade därefter som bankchef och affärsman i Viborg och Hangö fram till 1918, då han tog värvning i det självständiga Finlands armé. Lilius var adjutant hos riksföreståndare Gustaf Mannerheim tillsammans med Heikki Kekoni, Akseli Gallen-Kallela och Bertel Rosenbröijer. 1919 blev han stabschef och uppnådde överstelöjtnants grad. Samma år lämnade han armén och återgick till affärsbranschen. Lilius gifte sig 1894 med Vera von Brinckmann (avliden 1920) och var sedan 1923 gift med Ellen Marianne Wikström.